# Luigi Fusi
Luigi Fusi (* 1906; † 1996) arbeitete als Automobilkonstrukteur bei Alfa Romeo, er ist vor allem als Chronist der Unternehmensgeschichte bekannt geworden.
1920 begann Fusi im Alter von 14 Jahren als Mechaniker bei Alfa Romeo. In Abendkursen machte er eine Weiterbildung zum Ingenieur. Er arbeitete zunächst als technischer Zeichner und später als Automobilkonstrukteur. In den 1920er und 1930er Jahren war er unter der Leitung von Giuseppe Merosi und danach von Vittorio Jano maßgeblich an der erfolgreichen Entwicklung der im Motorsport eingesetzten Fahrzeuge von Alfa Romeo beteiligt. Während des Zweiten Weltkriegs war es sein Verdienst, dass die technischen Dokumente sowie viele Prototypen an einem gesicherten Ort in der Nähe des Ortasees ausgelagert waren. Nach dem Krieg arbeitet er mit Gioacchino Colombo an den siegreichen Alfa Romeo Tipo 158 und 159. Alfa Romeo zog sich danach vom Motorsport zurück, die Zeit der Serienfertigung begann. Fusi war ab 1955 für die technische Prüfung der Konstruktionsunterlagen zuständig.
Obwohl bereits Rentner, erhielt er 1972 den Auftrag, das Alfa-Romeo-Werksmuseum zu errichten. Es gelang ihm, einen repräsentativen Querschnitt an Fahrzeugen für die Markengeschichte zusammenzutragen. Das Museum wurde 1976 eröffnet, es befindet sich in Arese gegenüber der damaligen Hauptverwaltung. Fusi hat mehrere Bücher über die Geschichte von Alfa Romeo verfasst, die in Fachkreisen als Standardwerke angesehen werden. Vor allem das Buch „Alfa Romeo: Tutte Le Vetture dal 1910“ wird oft als die „Alfa-Bibel“ bezeichnet, es ist für viele Publikationen das Referenzwerk. Im antiquarischen Buchhandel wird es zu Liebhaberpreisen gelegentlich angeboten.

## Veröffentlichungen (Auswahl)
- Le vetture Alfa Romeo dal 1910. Adiemme, Mailand 1965.
- Alfaromeo: tutte le vetture dal 1910. Emmeti grafica, Mailand 1978.
- Alfaromeo: la monoposto tipo A del 1931. Emmeti Grafica, Mailand 1982.
- Le Alfa di Merosi e di Romeo. Dimensione S., Gorgonzola 1985.